# 科罗阿西
科罗阿西是巴西米纳斯吉拉斯州的一个市镇。总面积576.7平方公里，总人口10776人，人口密度18.7人/平方公里。